# 巷口 (嘉義縣)
巷口，是臺灣嘉義縣水上鄉的一個傳統地域名稱，位於該鄉西側主體部分的北部中央地帶。相較於今日行政區，其範圍大致包括粗溪村西北半葉不含北部東側凸出部分的西北半部及其西南部邊界地帶中段、下寮村西半葉的西北端、三和村西大半東部。

## 歷史
台灣日治初期，巷口地區為一街庄（舊制街庄），稱為「巷口庄」，隸屬於柴頭港堡。該庄北與埤蔴腳庄、柴頭港庄為鄰，東北與劉厝庄為鄰，東南邊及南邊東段為下藔庄，南邊西段為粗溪庄，西南邊為大堀尾庄，西邊為下塗溝庄。
1901年（日治明治三十四年）11月11日，全台設置二十廳，該庄隸屬於嘉義廳。1904年（明治三十七年）2月15日，該庄編入「柴頭港區」，隸屬於嘉義廳。1909年（明治四十二年）10月25日，全台整併二十廳為十二廳，該庄仍隸屬於嘉義廳。1910年（明治四十三年）1月18日，各區管轄區域調整，該庄改隸屬於嘉義廳的「水堀頭區」。
1920年（大正九年）10月1日，全台廢十二廳改設五州二廳，該庄改制為「巷口」大字，隸屬於臺南州嘉義郡水上庄（新制街庄）。
戰後水上庄改制為水上鄉，隸屬於臺南縣，大字亦改制為村。1950年（民國39年）10月，雲、嘉、南分治，水上鄉改隸屬於嘉義縣。

## 聚落
本地區發展較早的聚落有巷口、老店（已消失）、新厝仔等，在日治期初期的官方地圖上已有記載。其後因興建嘉義機場，老店聚落已拆遷。

## 交通
鄉道嘉42線是下寮至湖仔內的道路。

## 學校
- 北回國小（西北部）

## 設施
- 嘉義機場（部分）
  - 嘉義航空站航廈